# Борел C.2
Борел C.2 (фр. Borel C.2) је француски ловачки авион који је производила фирма Борел (фр. Borel). Први лет авиона је извршен 1919. године. 

Највећа брзина у хоризонталном лету је износила 260 km/h. Размах крила је био 11,4 метара а дужина 7,1 метара.

## Наоружање
| Наоружање авиона: Борел        |                  |
| Ватрено (стрељачко) наоружање  |                  |
| Топ                            |                  |
| Митраљез                       |                  |
| Број и ознака митраљеза        | 1xВикерс, 2xЛуис |
| Калибар                        | 7,7              |
| Бомбардерско наоружање (бомбе) |                  |
| Ракетно наоружање (ракете)     |                  |

## Земље које су користиле авион
- Француска